# Louis de Gaspé Beaubien
Pour les articles homonymes, voir Beaubien.
Louis de Gaspé Beaubien, né à Montréal le 29 octobre 1867 - décédé à Montréal le 14 novembre 1939, est un homme d'affaires montréalais. Il est le fils de Louis Beaubien et de Suzanne-Lauretta Stuart et  l'époux de Justine Lacoste-Beaubien, fondatrice de l'hôpital Sainte-Justine de Montréal.
Il fait ses débuts en affaires avec la Maison J. L. Cassidy & Cie de Montréal de 1887 à 1892. Par la suite, il fonde successivement la Canadian Produce Company, la Beaubien Produce & Milling Co.,  la Maison L. G. Beaubien & Cie (agents de change). Très actif dans le milieu montréalais de la finance, il devient président de la Bourse de Montréal en 1932. 
Sa sépulture est située dans le Cimetière Notre-Dame-des-Neiges, à Montréal.